# Hannah Hampton
Hannah Hampton, własc. Hannah Alice Hampton (ur. 16 listopada 2000 w Birmingham) – angielska piłkarka, występująca na pozycji bramkarki w angielskim klubie Chelsea F.C. oraz w reprezentacji Anglii. Uczestniczka Mistrzostw Świata 2023 oraz Mistrzostw Europy 2022 i 2025.

## Statystyki

### Klubowe
Na podstawie:
| Klub                   | Sezonów | Liga                    | Liga  | Liga   | Puchar krajowy | Puchar krajowy | Kontynentalne | Kontynentalne | Suma  | Suma   |
| Klub                   | Sezonów | Liga                    | Mecze | Bramki | Mecze          | Bramki         | Mecze         | Bramki        | Mecze | Bramki |
| ---------------------- | ------- | ----------------------- | ----- | ------ | -------------- | -------------- | ------------- | ------------- | ----- | ------ |
| Birmingham City W.F.C. | 4       | FA Women's Super League | 51    | 0      | 5              | 0              | –             | –             | 56    | 0      |
| Aston Villa W.F.C.     | 2       | FA Women's Super League | 35    | 0      | 8              | 0              | –             | –             | 43    | 0      |
| Chelsea F.C.           | 3       | FA Women's Super League | 32    | 0      | 11             | 0              | 9             | 0             | 52    | 0      |
|                        | Łącznie | Łącznie                 | 118   | 0      | 24             | 0              | 9             | 0             | 152   | 0      |

### Reprezentacyjne
Na podstawie:
| Mecze i gole w reprezentacji podczas Mistrzostw Europy 2025 | Mecze i gole w reprezentacji podczas Mistrzostw Europy 2025 | Mecze i gole w reprezentacji podczas Mistrzostw Europy 2025 | Mecze i gole w reprezentacji podczas Mistrzostw Europy 2025 | Mecze i gole w reprezentacji podczas Mistrzostw Europy 2025 | Mecze i gole w reprezentacji podczas Mistrzostw Europy 2025 | Mecze i gole w reprezentacji podczas Mistrzostw Europy 2025 | Mecze i gole w reprezentacji podczas Mistrzostw Europy 2025 |
| Lp.                                                         | Data                                                        | Miasto                                                      | Przeciwnik                                                  | Wynik                                                       | Gole                                                        | Inne                                                        | Faza rozgrywek                                              |
| ----------------------------------------------------------- | ----------------------------------------------------------- | ----------------------------------------------------------- | ----------------------------------------------------------- | ----------------------------------------------------------- | ----------------------------------------------------------- | ----------------------------------------------------------- | ----------------------------------------------------------- |
| 1.                                                          | 05.07.2025                                                  | Zurych                                                      | Francja                                                     | 1:2 (0:2)                                                   |                                                             |                                                             | Faza grupowa                                                |
| 2.                                                          | 09.07.2025                                                  | Zurych                                                      | Holandia                                                    | 4:0 (2:0)                                                   |                                                             |                                                             | Faza grupowa                                                |
| 3.                                                          | 13.07.2025                                                  | St. Gallen                                                  | Walia                                                       | 6:1 (4:0)                                                   |                                                             |                                                             | Faza grupowa                                                |
| 4.                                                          | 17.07.2025                                                  | Zurych                                                      | Szwecja                                                     | 2:2 (k.3:2)                                                 |                                                             |                                                             | Ćwierćfinał                                                 |
| 5.                                                          | 22.07.2025                                                  | Genewa                                                      | Włochy                                                      | 2:1 (0:1)                                                   |                                                             |                                                             | Półfinał                                                    |
| 6.                                                          | 27.07.2025                                                  | Bazylea                                                     | Hiszpania                                                   | 1:1 (k.3:1)                                                 |                                                             |                                                             | Finał                                                       |

## Sukcesy
Na podstawie:

### Klubowe
- Mistrzyni Anglii 2023/24, 2024/25
- Puchar Anglii 2024/25

### Reprezentacyjne
- Mistrzyni Europy 2022 i 2025
- Wicemistrzyni Świata 2023
- Finalissima 2023
- Arnold Clark Cup 2022